# Mas de Blader
El Mas de Blader és un mas situat al municipi de Móra la Nova a la comarca catalana de la Ribera d'Ebre.